# Khanat Kokand

Flagge von Kokand

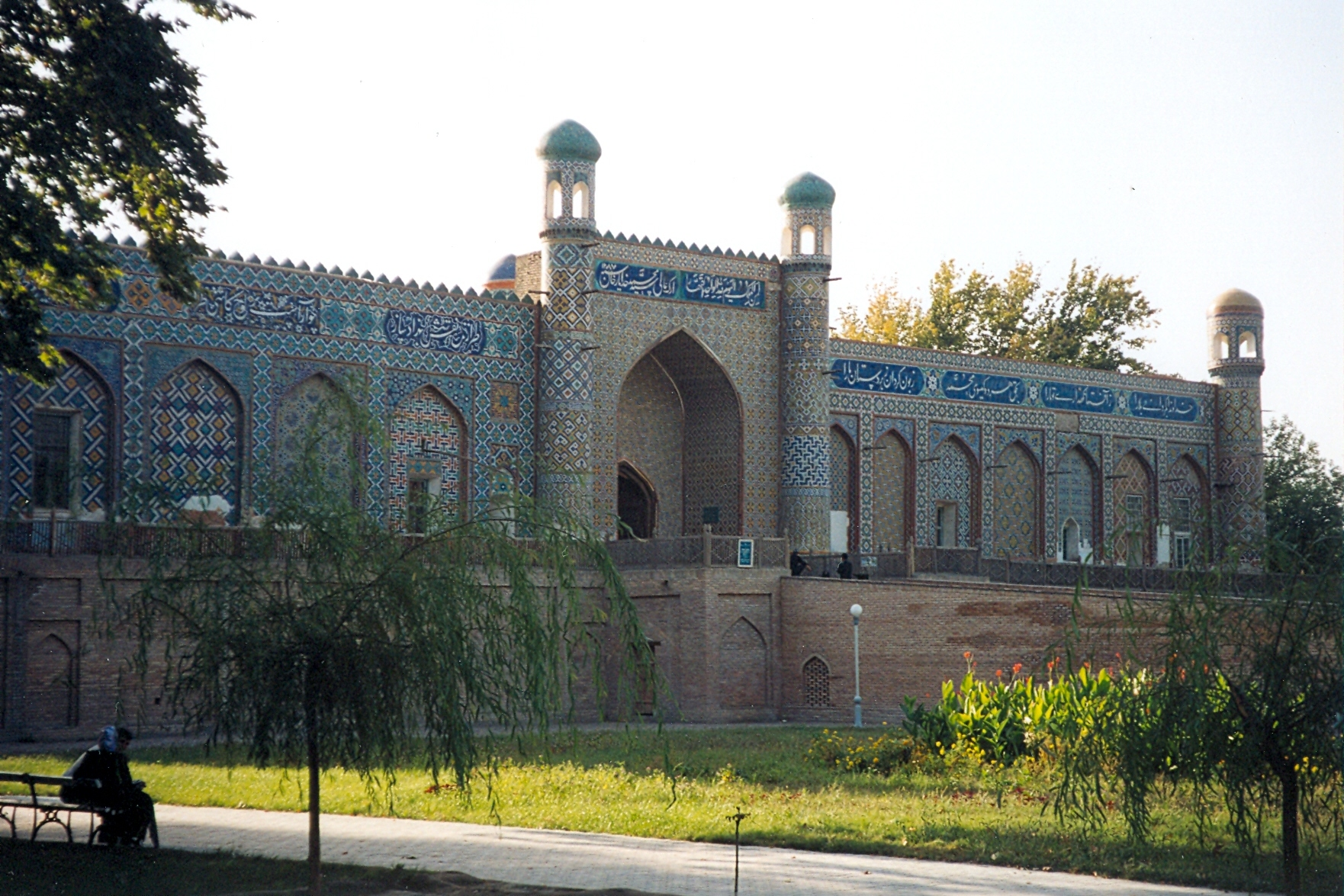
Palast des Xudayar Khan in Qoʻqon, erbaut 1863–73

Das Khanat von Kokand war ein Khanat im Ferghanatal in Zentralasien mit der Hauptstadt Kokand (Qoʻqon). Es existierte von 1709, als es sich vom Khanat Buchara löste, bis 1876, als es vom Russischen Kaiserreich annektiert wurde. Besonders im frühen 19. Jahrhundert verfügte es über Wohlstand und regionalen Einfluss.

## Entstehung
Die Geschichte des Khanates Kokand beginnt Anfang des 18. Jahrhunderts, zu einer Zeit, in der die politische Ordnung der etablierten Machtzentren Buchara und Chiwa ins Wanken geriet. Die gesamte Situation im Khanat Buchara (später: Emirat Buchara) war von Unsicherheit bestimmt, denn zwei große Parteien lagen in erbitterter Fehde. Der bucharische Herrscher, vor allem mit dem westlichen und südlichen Teil seines Landes beschäftigt, hatte wenig Gewalt über die Geschehnisse im Ostteil, so dass sich Kokand ablösen konnte.
Ausgehend von einer lokalen Herrschaft im westlichen Fergana-Tal, östlich von Chudschand, konnten die Ming-Amire zunächst die Naqschbandīya-Scheiche von Cadak besiegen. 1709 gründete
der  Schaibanide Schah-Rukh das Khanat Kokand und einte das durch Einfälle kasachischer Stämme der Großen Horde und Sektenstreitigkeiten zerrissene Ferghanatal – Ende des Jahrhunderts kontrollierten die Ming-Amire das ganze Tal und regierten bis 1876. Der usbekische Stamm der Ming wurde auch Minglar oder Minen genannt.
Gleichzeitig jedoch zerstörten die Dschungaren bei ihren Kriegszügen gegen die Kasachen im ersten Viertel des 18. Jahrhunderts einen Großteil des Syr-Darja-Gebietes. Als die Chinesen in den 1750er Jahren das Dsungarische Khanat Amursana Khans eroberten, entstand ein Machtvakuum, das die Ming-Amire auszunutzen wussten.
Erdeni Bey (auch: Erdana Beg, reg. 1740–1769) gelang die schrittweise Loslösung des Gebietes von dem Machthaber in Buchara und die Abgrenzung vom chinesischen Qing Imperium. Er schickte eine Mission nach Peking, um seine formale Unterwerfung unter den chinesischen Kaiser zu erklären (gegen 1758). Ein chinesischer Geograph schrieb damals, das Gebiet Ferghanas habe vier Teile (Fürstentümer): Andijon, Namangan, Margilan und Kokand. Erdeni suchte um 1763 das Bündnis mit Ahmad Schah Durrani (reg. 1747–1772), dem ersten Staatslenker Afghanistans. Doch Kokands Khane blieben den Rest des Jahrhunderts chinesische Vasallen.

## Aufstieg
In die Zeit von 1760 bis 1790 fällt der Aufschwung städtischen Lebens im Ferghanatal. Die Seidenspinnerei wurde zum Motor ökonomischer Macht, denn die Verbindungen nach Kaschgar und China erlaubten einen prosperierenden Handel. Die landwirtschaftlichen Flächen wurden durch Bewässerungsbauten wie den 120 km langen Sahr-i Khan-Sai bei Andijan oder den Kahn Ariq bei Taschkent erweitert, die auf Veranlassung der Kokander Khane durch die sesshaften Ackerbauern angelegt wurden. Der enorme Aufschwung machte Kokand binnen 20 bis 30 Jahren zu einem Herrschaftsraum, der am Anfang des 19. Jahrhunderts mit zu den mächtigsten Staaten in Zentralasien zählte. In der Folge wurden auch eine beachtliche Zahl öffentlicher Gebäude im iranischen Stil gebaut, so dass Kokand zuletzt 600 Moscheen und 15 Medresen zählte.
Im 19. Jahrhundert konnten die Khane Alim (reg. 1798–1809), der als erster Ming-Herrscher den Titel „Khan“ annahm, sein Bruder Muhammad Umar (reg. 1810–1822) und dessen jugendlicher Sohn Muhammad Ali (auch: Madali, * um 1810, reg. 1822–1842) ihren Herrschaftsbereich erweitern: 1803–1809 Eroberung von Taschkent bis Sairam, 1820 Gründung von Aq Masjid, Ausdehnung im Norden des Tienschan, Gründung der Festung Karaköl östlich des Sees Yssykköl, Ausdehnung nach Badachschan und ins Tarimbecken. Einige Stämme der Kasachen (der sogenannten Großen Horde) bis hin zum Balchaschsee wurden zur Anerkennung der Kokander Oberhoheit gezwungen. Dabei ging der Khan Muhammad Ali (formal im Zusammenhang mit Handelsstreitigkeiten) sogar gegen Qing-China vor, indem er lokale Aufstände in Kaschgarien unterstützte (z. B. 1826 einen Hodscha-Aufstand). Kokand gewährte auch dem Kasachenadel Asyl und Rückhalt, der sich gegen die Russen erhob: Sarschan Kasymow (ab 1825, 1831/34) rekrutierte in Kokand gleich eine Armee.
Der Erfolg des Khanats basierte zunächst auf einer Söldnertruppe, die Alim Khan im Bergland um Karategin rekrutieren ließ und die seine Autorität im Land (z. B. gegenüber den Stammesführern) stützte, so dass er an Eroberungen denken konnte. Unter der Herrschaft seines frommen Bruders Muhammad Umar erlebte das Khanat auch seine kulturelle wie ökonomische Blütezeit. Die Wissenschaften und Künste wurden am Hof gefördert, das Bildungsengagement in den islamischen Hochschulen der Städte nahm zu. Die Bevölkerung zählte etwa eine Dreiviertelmillion.

## Konflikte
Aber der Erfolg war nur kurzlebig. Andauernde innere Konflikte brachen um 1840 auf, und Nasr Allah, der Emir von Buchara (reg. 1826–1860), rüstete mit Hilfe eines ausländischen Beraters eine halbwegs moderne Armee aus, mit der er das Khanat bedrohte. Der unüberwindbare Gegensatz zwischen Buchara und Kokand lag in den territorialen Vorstellungen über das Grenzgebiet um Jizzax und Uroteppa begründet. 1841/42, nach mehrjährigem Kampf um Jizzax und Uroteppa, erreichten die bucharischen Streitkräfte auch Kokand, drangen dort ein und ermordeten den Ali Khan in seinem Palast. Doch mit der Schleifung des Palastes und der Plünderung der Stadt brachten die Bucharer die Ferghaner Bevölkerung so gegen sich auf, dass sie bald gezwungen wurden, die Stadt zu verlassen. Die nomadischen Armeen („Kiptschaken“) waren es vor allem, die die bucharischen Kräfte aus der Stadt Kokand vertrieben.
Der dritte Nachfolger Ali Khans, Hudayar Khan, fand bald einen Gegenpol in der herrschenden Gruppe um den „Kasachen“ Musulman-qul. Bei den inneren Konflikten standen bevorzugt die Usbeken gegen die Tadschiken, und allgemein die Bauern gegen die Nomaden, einschließlich der Kirgisen. Aber auch die Derwisch-Orden waren nicht untätig. Hudayar Khan schaffte es, die sesshaften Bauern gegen die Nomaden zu mobilisieren und ihnen einen entscheidenden Schlag zu versetzen. Der ständige Kampf mit dem Emirat Buchara (besonders um 1852/53) jedoch schwächte das Land auf solche Weise, dass auch die Macht des Khans anfällig gegen Intrigen wurde. Sein Bruder Molla Khan entmachtete ihn und die dazugehörige Beamtenclique mit Hilfe der Nomaden-Truppen (1858). Der neue starke Mann wurde sein Helfer Alim-qul. Alim-qul führte neue Auseinandersetzungen mit dem Emirat Buchara, das Hudayar Khan zurück an die Macht bringen oder auch Taschkent erobern wollte. Schließlich fiel Alim-qul im Mai 1865 bei Taschkent im Krieg gegen Russland.

## Vordringen Russlands
Die russische Expansion, die zum Untergang des Khanats führen sollte, begann 1853, als die Festung Aq Masjjid, die nördlichste der Kokander Besitzungen, eingenommen wurde. Im Juni 1865 eroberten die russischen Truppen unter Oberst Tschernjajew Taschkent und im Jahr darauf Khujand, letzteres mit dem Verlust von nur fünf Mann gegen 2.500. Nach dem russischen Vorstoß wurde das Khanat Kokand ein Vasallenstaat des Zarenreichs (1868, ebenso wie das Emirat Buchara), und Hudayar Khan verlor seine Macht endgültig. Die Russen bekamen das Recht zur freien Einreise und zum Handel mit unbedeutender Steuer, und der Khan zahlte eine Kriegsentschädigung und bestätigte die russischen Eroberungen. In dieser Zeit begann auch der Aufstieg des Kriegsherren Jakub Bek, der damals in Kokander Diensten stand und sich danach in Kaschgar verselbständigte.
Das Khanat Kokand blieb allerdings ein Unsicherheitsfaktor, denn Hudayar Khan wurde im Juli 1875 wegen Grausamkeit, unmäßiger Steuerforderungen und Beziehungen zu den Russen von der Bevölkerung vertrieben, die unter Führung des „Kiptschaken“ Abdurachman Awtobatschi (dem Sohn Musulman-quls) seinen Sohn Nasruddin einsetzte. Er floh zu den Russen, die eine Armee gegen die auf russisches Gebiet (konkret Khujand) übergreifende Rebellion einsetzten und angesichts dieses „Heiligen Krieges“ bald das Interesse verloren, eine einheimische Regierung zu dulden. Daher wurde das Khanat am 19. Februar 1876 unter General von Kaufmann endgültig vom Russischen Kaiserreich annektiert und in das 1867 gegründete Generalgouvernement Turkestan eingegliedert.

## Nachspiel: die Kokander Autonomie

Die Kokander Autonomie innerhalb der Gliederung des Alasch-Orda-Staates (1917–1920)

Im November 1917 wurde in Kokand durch den dort tagenden „4. Außerordentlichen Kongress der Turkestaner Muslime“ ein Provisorischer Volksrat einberufen. Dieser setzte eine Provisorische Regierung des Autonomen Turkestan ein, der das Alasch-Mitglied Mustafa Tschokajew als oberster Minister vorstand. Die sogenannte „Kokander Autonomie“ verstand sich selbst als Fortsetzung des 1876 aufgelösten Khanates und umfasste de jure das Gebiet der Oblast Syrdarja. De facto war das Gebiet eine territoriale Einheit des im Dezember 1917 deklarierten Alasch-Orda-Staates. Die „Provisorische Regierung des Autonomen Turkestan“ sah sich als politischer Vertreter Gesamtturkestans, wurde aber als solche nicht anerkannt. So genoss die Kokander Autonomie unter der traditionell muslimisch ausgerichteten Bevölkerung keinen großen Rückhalt. Zudem stand sie in direkter Konkurrenz zum in Taschkent ausgerufenen Turkestaner Rat der Volkskommissare. Beide Gebilde waren relativ machtlos, da der Rat der Volkskommissare nur die Kontrolle über einige Eisenbahnknotenpunkte verfügte, und die Kokander Autonomie nicht über die Stadtgrenzen hinaus gelangte, sondern auf die Kokander Altstadt beschränkt blieb.
Während der „Turkestaner Rat der Volkskommissare“ jedoch von der Sowjetmacht mit Waffen und Soldaten unterstützt wurde, fehlten der Kokander Autonomie jegliche Infrastruktur und eine schlagkräftige Armee. So wurde diese Mitte Februar 1918 durch die Rote Armee de facto blutig beseitigt und es wurde von den Siegern in der Kokander Altstadt ein Blutbad an der Bevölkerung angerichtet.
Die brutalen Ausschreitungen der Rotarmisten hatten zur Folge, dass sich Tschokajew im März 1919 mit der Roten Armee verbündete und ein Abkommen mit der aufstrebenden Sowjetmacht einging. Nach dem Verlust seiner Position in Kokand ging es Tschokajew nun um die interne Vorherrschaft im Alasch-Orda-Staat. In diesem bildeten sich drei territoriale Einheiten heraus, die von Älichan Bökeichan, Abdulgaffar und Amangeldy Imanow auf der einen sowie Tschokajew auf der anderen Seite kontrolliert wurden: So unterstand der Westen des heutigen Kasachstans (Region Orenburg) Böckeychanow, das mittlere Kasachstan (Region Turgaj) den Imanows und der Osten des Landes (Region Semipalatinsk) Tschokajew. Mit der Auflösung der Alasch Orda im Jahre 1920 wurde auch de jure die Kokander Autonomie beendet. Deren Territorium wurde in die im April 1918 geschaffene Autonome Sozialistische Sowjetrepublik Turkestan eingegliedert.

## Khane Kokands
- II. Şahruh 1710–1721
- Abdurrahman 1721–1739
- Abdulkerim 1739–1746
- İrdana bi Erdeni 1746–1770
- Süleyman 1770–1774
- III. Şahruh 1774
- Narbuta Bey 1774–1800
- Alim 1800–1809
- Muhammed Ömer 1809–1822
- Muhammed Ali 1822–1841 (* um 1810)
- Şir Ali 1842–1845
- Murat Bey 1845
- Muhammed Hüdayar 1845–1858 (1./2.)
  - Regent: Musulman-qul 1845–1852
- Muhammed Molla Bey 1858–1862
- Şah Murat 1862
- Muhammed Hüdayar 1862–1863 (3.)
- Muhammed Sultan 1863–1866
  - Regent: Alim-qul 1863–1865
- Muhammed Hüdayar 1866–1875 (4.)
- Nasruddin 1875–1876
  - Prätendent: Polat, Dezember 1875 – Januar 1876